# 室傍核
室傍核（しつぼうかく、Paraventricular hypothalamic nucleus, PVN）とは、間脳の視床下部を構成する神経核の1つである。視床を構成する視床亜核群の一つである視床室傍核（Paraventricular nucleus, PV）と混同しやすいが、別物である。

## 概要
室傍核には神経分泌ニューロンが含まれている。この核の外側の大細胞性領域には、神経ホルモンであるバゾプレシンあるいはオキシトシンを含む神経分泌ニューロンの細胞体がある。そこからニューロンは軸索を伸ばし、軸索末端は脳下垂体後葉に投射して、毛細血管にそれぞれのホルモンを分泌している。一方、室傍核内側の小細胞性領域には副腎皮質刺激ホルモン放出ホルモン（CRHと呼ばれる副腎皮質刺激ホルモンの分泌促進因子）という神経ホルモンを分泌する神経分泌ニューロンの細胞体があり、この軸索末端は正中隆起に投射し毛細血管に神経分泌されている。血管に分泌されたCRHは下垂体門脈を通って脳下垂体前葉に作用して副腎皮質刺激ホルモン(ACTH)を分泌させる。

## シナプス入力
ラットの室傍核の小細胞性神経分泌ニューロンは、副腎皮質刺激ホルモンを分泌させる肉体的ストレスにより興奮する。たとえば痛み（皮膚を抓ったりキャプサイシンを皮下投与）や脱血によって、一過性に発火頻度が上昇する。
またやはり心理的ストレスによっても興奮する。たとえばコレシストキニン(CCK8)は不安を引き起こし副腎皮質刺激ホルモンを分泌させる事が知られているが、CCK8の腹腔投与で小細胞性神経分泌ニューロンの発火頻度を上昇させる。従って視床下部室傍核の小細胞性神経分泌ニューロンがハンス＝セリエのいうストレス反応をになっている。
つぎに室傍核を制御する高次の脳として、最近小脳が知られている。小脳の室頂核と挿入核から投射している。

大細胞性神経分泌ニューロンについては、バゾプレシンとオキシトシン分泌ニューロンは視索上核のそれぞれと同じ発火パタンを示す。

## 画像

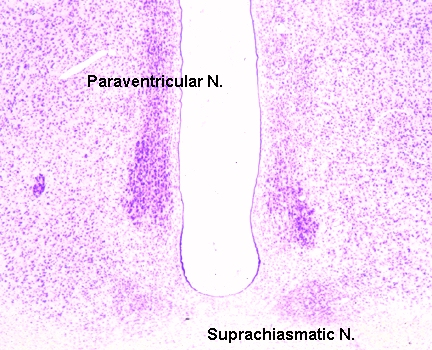
サルの脳の視床下部周辺の冠状断試料。画像中央の空白（第三脳室）の両脇に見える、濃く染まっている部分が室傍核。"Paraventricular N" と書かれている。
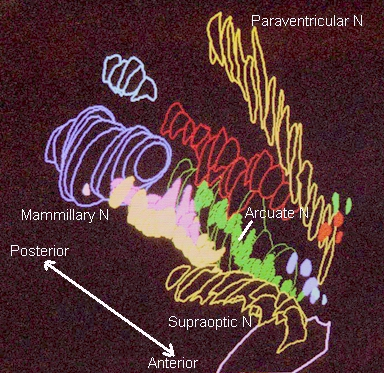
視床下部内における室傍核の位置関係。画像右端の黄色の部分が室傍核。 "Paraventricular N" と書かれている。
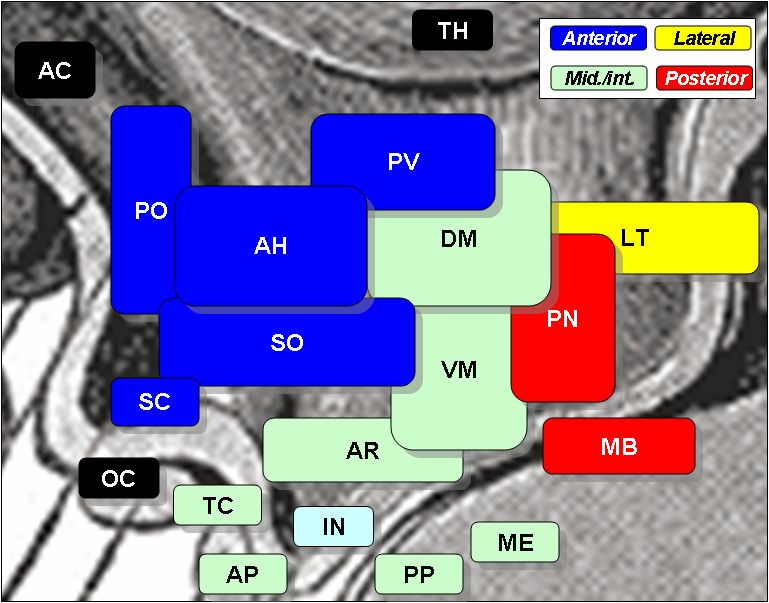
ヒト脳の視床下部周辺の正中矢状断面。神経核の位置関係を表した図。画像中央上部、PVと書かれた青い所が室傍核。